# 175411 Yilan
175411 Yilan este un asteroid din centura principală de asteroizi.

## Descriere
175411 Yilan este un asteroid din centura principală de asteroizi. A fost descoperit pe 12 august 2006 la Observatorul Lulin de Hong Qin Lin și Ye Quan-Zhi. Asteroidul prezintă o orbită caracterizată de o semiaxă mare de 2,42 ua, o excentricitate de 0,17 și o înclinație de 1,8° în raport cu ecliptica.